# Chihiro Yamanaka
Chihiro Yamanaka (山中 千尋, Yamanaka Chihiro), née le 26 décembre 1974 à Kiryū, dans la préfecture de Gunma, au Japon, est une pianiste et compositrice de jazz japonaise. Très connue au Japon, où ses albums sont régulièrement en tête des ventes de jazz depuis 2002, elle se produit régulièrement sur la scène jazz internationale et réside à New York depuis le milieu des années 2000. Avec son onzième album, Reminiscence, sorti en avril 2012, sa notoriété s’étend à l’Europe.

## Biographie
Après avoir gagné, alors qu'elle avait 12 ans, un concours des nouveaux talents de sa région, elle est formée à la Royal Academy of Music de Londres puis au Berklee College of Music de Boston, dont elle sort diplômée en 2000, Chihiro Yamanaka est décrite par le prestigieux établissement comme « one of the most exciting jazz pianists and composers of her generation ».
Elle joue aussi bien des standards de jazz que ses propres compositions.
Elle s’est produite au John F. Kennedy Center for the Performing Arts (Washington), au Carnegie Hall (New York), à l'Opéra de Vienne, ainsi que lors de grandes manifestations internationales : Lionel Hampton International Jazz Festival (université de l'Idaho), Festival de Jazz de Tokyo, ou encore Umbria Jazz de Pérouse. 
Elle joue régulièrement avec des contrebassistes tels que Larry Grenadier ou Robert Hurst (en) et des batteurs tels que Jeff Ballard ou Jeff « Tain » Watts. Pour son album Forever begins (2010) elle joue en trio avec le contrebassiste Ben Williams et le batteur Kendrick Scott.

## Discographie
- 2005 : Outside by the Swing (Decca International)
- 2006 : Lach Doch Mal (Universal Distribution)
- 2008 : After Hours (Decca International)
- 2007 : Abyss (Universal Distribution)
- 2008 : Bravogue (Decca International)
- 2009 : Runnin' Wild – Tribute to Benny Goodman (Verve)
- 2010 : Forever Begins (Emarcy)
- 2011 : Reminiscence (Decca / Emarcy)
- 2012 : After Hours 2 (Verve)
- 2013 : Because (Universal Music)
- 2013 : Molto Cantabile (Verve)

## Récompenses
Le magazine de jazz nippon de référence, le Swing Journal, lui a plusieurs fois décerné le prix du meilleur album de jazz
- 2000 : Down Beat lui décerne un « Outstanding Performance Award »
- 2000 : International Association of Jazz Educators (en) Sisters in Jazz Competition

### Notices d'autorité
- Notices d'autorité :   - VIAF
  - ISNI
  - BnF (données)
  - IdRef
  - LCCN
  - GND
  - CiNii
  - WorldCat